# 1625년
1625년은 수요일로 시작하는 평년이다.

## 연호
- 명(明) 천계(天啓) 5년
- 후금(後金) 천명(天命) 10년
- 일본(日本) 간에이(寛永) 2년
- 후 레 왕조(後黎朝) 빈또(永祚) 7년
- 막 왕조(莫朝) 끼엔통(乾統) 33년 / 롱타이(隆泰) 8년

## 기년
- 류큐(琉球) 쇼호왕(尚豊王) 5년
- 명(明) 희종 천계제(熹宗 天啓帝) 5년
- 후금(後金) 태조 천명가한(太祖 天命可汗) 10년
- 조선(朝鮮) 인조(仁祖) 3년
- 후 레 왕조(後黎朝) 신종(神宗) 7년

## 사건
- 3월 27일 - 찰스 1세, 영국 국왕으로 즉위.